# Chris Reece
Christian Beat Hirt (* 7. März 1979 in Dielsdorf; eigentlich Christian Beat Hirt) ist ein Schweizer Komponist, Musikproduzent und Schriftsteller.

## Musikalischer Werdegang
Reece arbeitet und lebt in Zürich. Musikalisch sind seine Songs und Produktionen im Bereich der elektronischen Musik anzusiedeln.
1998 trafen sich Franco Stia aka Franky Fonell und Chris Reece und produzierten im Herbst 1998 die erste Single zusammen mit Ivan L.!. Das Projekt nannten sie Fu-Bots. Die Single Theme from Futurescope wurde drei Monate später bei Energetic Records / Warner Music veröffentlicht. Das Trio zog danach als Liveact von einem Rave zum nächsten.
Wieder zurück im Studio produzierten sie im Frühling 2000 den Nachfolgetitel Northern Lights, der in Deutschland beim Label UCMG erschien. Etwa zur gleichen Zeit legten Franky Fonell und Chris Reece ihre Studios zusammen, gründeten das Spirit Groove Studio und produzierten fortan gemeinsam. Im Sommer 2001 erreichte die Single Shake Shake Baby (Gee MP feat. Mary) eine Woche lang den Platz 69 der Schweizer Hitparade.
Den ersten Top-Ten-Hit verbuchten Chris Reece und Franky Fonell 2004. Die Trance-Ballade Always on My Mind (DJ Tatana feat. Jael) erreichte Platz sechs in den Schweizer Charts. 2006 blieb der Song Free von DJ Tatana 31 Wochen in der Single-Hitparade der Schweiz.
Ihr auf dem Label Sirup Records veröffentlichte Projekt Seashells schaffte mit den ersten beiden Vinyl-Veröffentlichungen (Break of Dawn 2004, Fallin’ Under 2005) den Sprung in die Top 30 der Deutschen Dancecharts (DDC). Der dritte und bislang letzte Song dieses Projekts Feed Me ist nur auf der offiziellen Street-Parade-Kompilation aus dem Jahre 2005 zu finden. Der House-Titel Sex in Zurich (Rob Lemon) schaffte es im Frühling 2006 in die Top Ten der DDC. Im Herbst 2006 erschien der Song Reaction (Rocco Nocera) auf dem deutschen Label Kontor Records. Der Titel blieb jedoch unter den Erwartungen des Labels und war nur auf Kompilationen vermarktbar.
Daneben produzierte das Duo auch Remixe für namhafte internationale Künstler wie Steve Angello, Tiga, Cassius, X-Static, Armin van Buuren oder CJ Stone.
Die erste Solo-EP "Tribal Illusion" veröffentlichte Chris Reece auf seinem eigenen Label "Unreleased Digital" im Juni 2007. "Brasil" war die Nachfolge-EP. Am 13. Dezember 2007 kam auf MYLO Recordings die Single "The Fall" auf den digitalen Musikmarkt. Die Single erreichte in den internationalen Downloadcharts Platz 29.
Christian Beat Hirt ist auch verantwortlich für Projekte wie Leventina, Passenger 10, Calippo, Me & My Toothbrush, Chris Reece, Rino Cabrera, Helvetic Nerds, George F. Zimmer, Dinka (group), Daniel Portman (group), Tanja La Croix (group), für die er regelmässig Songs schreibt und produziert.

## Literarischer Werdegang
Im Herbst 2006 erschien bei dem deutschen Mauer Verlag der erste Roman „Westliche Nomaden“ von Chris Reece, den er nicht wie üblich unter seinem Pseudonym, sondern unter seinem Geburtsnamen "Christian Hirt" veröffentlichte. Er handelt von zwei Menschen, die nach langer Zeit durch die Gegebenheiten des Schicksals wieder aufeinandertreffen und eine alte Geschichte aufarbeiten müssen, die beide Protagonisten schon beinahe vergessen hatten.
Ausserdem schreibt Chris Reece Kurzgeschichten, die bisher in einigen Anthologien veröffentlicht wurden.

## Singles

### Als Leventina
- 2008: Everlasting Love
- 2008: Nightshift / Medical Insurance
- 2008: Hollywood
- 2009: Attitude
- 2009: Here Workin'
- 2009: Naked
- 2010: Spoiler
- 2011: Start Again (mit Passenger 10 feat. Deb Peyton)
- 2011: Revolution
- 2011: We're Gonna Start
- 2011: Soul Arena
- 2012: Right or Wrong
- 2012: Champagne Nights
- 2012: Chariots (mit Dinka)

### Als George F. Zimmer
- 2008: Departure
- 2009: Awake
- 2010: Back To Solaris
- 2010: Tabora
- 2010: Tansania
- 2010: Bilbao
- 2010: Don't Deal With Justice
- 2010: Hangover
- 2010: Soma is Language (mit Dinka)
- 2011: Sacrifice
- 2011: Silence (feat. Romina Andrews)
- 2011: One Last Dance
- 2012: Progressive Nights

### Als Passenger 10
- 2008: Passenger 10
- 2008: Mirage
- 2009: Avantgarde
- 2009: Mikado
- 2010: Needles and Pins
- 2011: Hit the Ground Running
- 2011: Provencale
- 2011: Start Again (mit Leventina feat. Deb Peyton)
- 2012: Kashmir
- 2014: The True Story About Sadness
- 2014: Smaragd

### Als Chris Reece
- 2007: Brasil EP
- 2007: Tribal Illusion EP
- 2007: The Fall
- 2007: Freeloader (mit K-Skill feat. Jiameé)
- 2008: Suave
- 2008: Autumn Leaves
- 2008: Hallow
- 2009: Ready To Go (mit Jerome Isma-Ae & EDX)
- 2010: Salvation
- 2010: The Notice (feat. Nadia Ali)
- 2010: Headonism
- 2010: Still Breathin' (mit Luciano Di Nardo)
- 2011: Start Again (mit Leventina, Passenger 10 feat. Deb Peyton)
- 2011: Never Let Me Go (feat. Jennifer Needles)
- 2011: Tonight (feat. Colton Ford)
- 2012: Miami Device (mit EDX & Stan Kolev)
- 2013: Live Is Amazing (feat. John Williams)